# Susan Tse
Hung Ling-Fook (孔令馥, 1 de noviembre de 1951), más conocida como Susan Tse (謝雪心), es una actriz de televisión de Hong Kong, que comenzó su carrera en la ópera china.

## Carrera
Tse participó en el concurso de natación Cruz-Puerto a la edad de 3. Luego se convirtió en el discípulo de leyendas ópera cantonesa Yam y Bak a la edad de 11. Más tarde se unió a ATV en 1996 y luego TVB en 2008.